# Лінійно впорядкована множина
Лінійно впорядкована множина (ланцюг) — частково впорядкована множина (множина на якій задане {\displaystyle \leqslant } відношення нестрогого порядку), в якій для будь-яких двох елементів {\displaystyle a} і {\displaystyle b} виконується {\displaystyle a\leqslant b} чи {\displaystyle b\leqslant a.}
Тобто, для {\displaystyle \leqslant } вимога рефлексивності посилена до вимоги повноти.
Частковий випадок лінійно впорядкованої множини — цілком впорядкована множина. Іншими словами: лінійний порядок = частковий порядок з умовою повноти.
Лінійний порядок використовується в
- теорії ґраток,
- теорії порядку,
- теорії категорій.

## Ланцюг
Термін ланцюг іноді є синонімом лінійно впорядкованої множини, проте може також використовуватись для означення підмножини деякої множини з частковим порядком. Останнє означення має критичне значення у лемі Цорна.
Хай множина всіх підмножин множини цілих, частково впорядкована за відношенням підмножини ({\displaystyle \subset }). Тоді множина {\displaystyle \{I_{n}:n\in \mathbb {N} \}}, де In - множина натуральних чисел менших за n — ланцюг, лінійно впорядокований за {\displaystyle \subset }: {\displaystyle n\leq k\Rightarrow I_{n}\subset I_{k}}.

## Приклади
- Кардинальні та порядкові числа є лінійно впорядкованими (точніше цілком впорядкованими).
- Множина {\displaystyle \mathbb {R} } дійсних чисел зі звичайним відношенням порядку є лінійно впорядкованою множиною. Це — надзвичайно важлива властивість дійсних чисел. Виявляється, що існування відношення порядку сумісного з арифметичними операціями й задовільняючого певним додатковим вимогам може буде застосовано для визначення (або характеризації) поля дійсних чисел.

- Натуральні числа, цілі числа, раціональні числа, алгебраїчні числа, ірраціональні числа тощо всі є підмножинами дійсних чисел, тому утворюють лінійно впорядковані множини зі звичайним відношенням порядку. Кожна з цих множин є єдиним прикладом найменшої лінійно впорядкованої множини, що має деяку додаткову властивість:
  - Натуральні числа — найменша лінійно впорядкована множина, що не має верхньої межі.
  - Цілі числа — найменша лінійно впорядкована множина, що не має ні верхньої, ні нижньої межі.
  - Раціональні числа — найменша лінійно впорядкована множина, що не має ні верхньої, ні нижньої межі та є щільною.
  - Дійсні числа — найменша лінійно впорядкована множина, що не має ні верхньої, ні нижньої межі та є зв'язною.